# Station Kiszkowo
Station Kiszkowo is een spoorwegstation in de Poolse plaats Kiszkowo.